# Падина (Валча)
Падина (рум. Padina) насеље је у Румунији у округу Валча у општини Амарашти. Oпштина се налази на надморској висини од 326 m.

## Становништво
Према подацима из 2002. године у насељу је живело 201 становника, од којих су сви румунске националности.